# Tiémoué Bakayoko
Pour les articles homonymes, voir Bakayoko.
Tiémoué Bakayoko, né le 17 août 1994 à Paris en France, est un footballeur international français qui évolue au poste de milieu défensif. Il possède également la nationalité ivoirienne.

## Biographie

### Enfance et débuts
Tiémoué Bakayoko naît dans le 14e arrondissement de Paris, en France, le 17 août 1994, d'une famille de huit enfants originaire de Côte d'Ivoire,,. Il commence la pratique du football en octobre 2000 avec l'Olympique de Paris XVe, club avec lequel il évolue durant quatre ans. Jusqu'à ses quatorze ans, il joue ainsi dans des clubs de l'agglomération parisienne : entre 2004 et 2006 avec le CA Paris, puis jusqu'en 2008 avec le Montrouge Football Club, dans les Hauts-de-Seine.
Durant cette période, Tiémoué Bakayoko participe à des tests en vue d'intégrer l'INF Clairefontaine, mais n'est pas retenu, ce qu'il ressent comme une « énorme déception ». Malgré tout, il est approché par plusieurs clubs, et finit par choisir le Stade rennais, qui continue de le courtiser alors qu'il est stoppé pour huit mois par une fracture tibia-péroné. À l'été 2008, il intègre donc le centre de formation du club breton. Durant sa formation, le jeune joueur reconnaît ne pas être un élève assidu dans sa scolarité, mais progresse et gagne en volume physique et technique sur le terrain, alors que ses éducateurs pointent du doigt le fait qu'il doive prendre davantage conscience de son potentiel.
À plusieurs reprises, il est sélectionné avec les équipes de France de jeunes, et ne répond pas aux approches de la Fédération ivoirienne de football. En mai 2010, il honore ainsi deux sélections en équipe de France des moins de 16 ans. S'il n'est pas retenu pour le championnat d'Europe des moins de 17 ans un an après, il dispute en revanche la Coupe du monde de la catégorie, quelques mois plus tard au Mexique. Titularisé une seule fois durant la compétition, Tiémoué Bakayoko la voit s'arrêter avec l'élimination des Bleuets en quarts de finale face au Mexique, match auquel il ne participe pas,. Appelé pour deux matchs avec les moins de 18 ans en novembre 2011, il n'est plus sélectionné par la suite.

### Carrière professionnelle

#### Stade rennais (2013-2014)

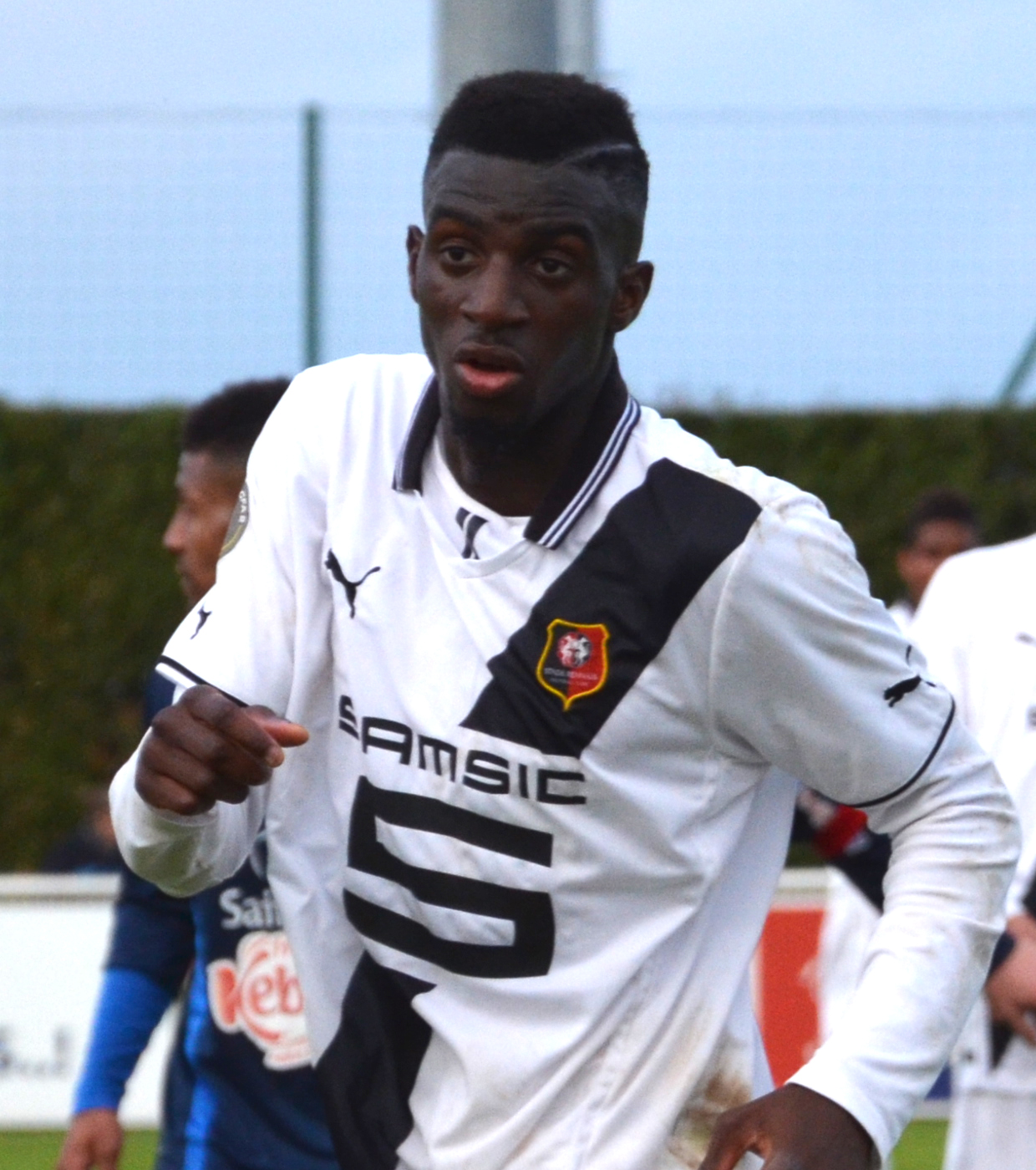
Tiémoué Bakayoko avec le Stade rennais FC en CFA 2 (2014).

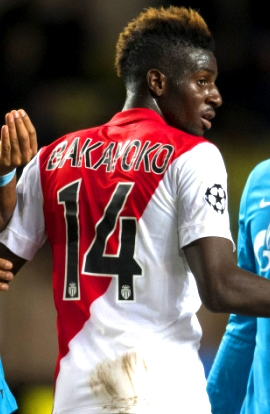
Tiémoué Bakayoko sous les couleurs de Monaco lors d'un match contre le Zénith Saint-Pétersbourg en Ligue des champions (2014).

Après cinq années de formation au Stade rennais FC, Tiémoué Bakayoko se rapproche de l'effectif professionnel. Auparavant, il joue durant la saison 2012-2013 principalement avec l'équipe réserve du club rennais, en CFA 2, disputant quinze rencontres à ce niveau, mais conclut cet exercice par une blessure au ménisque qui le contraint à une opération chirurgicale.
À l'été 2013, Philippe Montanier remplace Frédéric Antonetti au poste d'entraîneur du Stade rennais FC, et décide de donner leur chance aux jeunes joueurs du club. Tiémoué Bakayoko n'est pas celui qui retient le plus son attention au départ, mais il s'impose peu à peu dans l'effectif professionnel. Le 24 août 2013, il fait ses débuts en Ligue 1, sur le terrain du parc des sports d'Annecy contre Évian Thonon Gaillard, titularisé par son entraîneur. Par la suite, il enchaîne rapidement les apparitions à ce niveau, et marque son premier but professionnel le 26 octobre face au Toulouse FC, à l'occasion d'une large victoire rennaise au Stadium (5-0). Un peu plus d'un mois plus tard, le 23 novembre 2013, il signe un premier contrat professionnel de trois ans en faveur du Stade rennais FC. Titulaire durant la première partie de saison, il perd un peu en temps de jeu par la suite, mais conclut l'exercice 2013-2014 avec un total de 28 matchs disputés, dont 21 comme titulaire toutes compétitions confondues. Présent au stade de France pour la finale de la Coupe de France perdue par le Stade rennais FC face à l'EA Guingamp, il est laissé sur le banc des remplaçants par Philippe Montanier.
Fin février 2014, Tiémoué Bakayoko fait son retour avec les sélections françaises de jeunes. Appelé avec les moins de 20 ans, il est finalement retenu quelques jours plus tard avec l'équipe de France espoirs pour un match face à la Biélorussie, en remplacement de Jordan Ferri, mais ne prend pas part à cette rencontre. Quelques semaines plus tard, il est appelé à disputer le Tournoi de Toulon avec les moins de 20 ans, et dispute trois des cinq matchs joués par les Bleuets durant la compétition. Ces derniers s'inclinent en finale face au Brésil, match que Tiémoué Bakayoko dispute en intégralité.

#### AS Monaco (2014-2017)
À l'issue de sa première saison professionnelle, le Stade rennais FC est approché par l'AS Monaco pour obtenir le transfert de Tiémoué Bakayoko. Les deux clubs se mettent d'accord autour d'une indemnité de transfert annoncée autour de huit millions d'euros, et le 25 juillet 2014, le Stade rennais FC annonce que le joueur va s'engager avec le club monégasque, sous réserve de satisfaire à sa visite médicale. Trois jours plus tard, le transfert est officialisé par l'AS Monaco, avec lequel le joueur signe un contrat de cinq ans. Lors de la première journée de championnat, il est titulaire contre le FC Lorient, mais est remplacé après 32 minutes de jeu. Le 1er octobre 2014, lors de la deuxième journée de la phase de groupes de la Ligue des champions, Tiémoué Bakayoko remplace João Moutinho dans le temps additionnel d'un match face au Zénith Saint-Pétersbourg. Il joue ainsi son premier match dans une compétition européenne.
Durant le début de saison 2014-2015, le temps de jeu de Tiémoué Bakayoko reste limité, son entraîneur Leonardo Jardim préférant aligner Jérémy Toulalan ou Geoffrey Kondogbia dans l'entrejeu. Néanmoins, il est rappelé par Pierre Mankowski en équipe de France espoirs, et obtient sa première cape avec les Bleuets le 13 novembre 2014 à l'occasion d'un match amical (match nul 1-1) face à l'Italie.
Lors de la saison 2015-2016, Tiémoué Bakayoko voit son temps de jeu augmenter. Le 6 février 2016, il marque son premier but sous les couleurs de l'AS Monaco contre  l'OGC Nice, victoire 1-0. Le match suivant il marque encore un but contre Sochaux en Coupe de France mais ne peut empêcher la défaite 2-1 et une élimination dès les 8e de finale. Le 15 mars 2017, il inscrit le but qui qualifie Monaco contre Manchester City en 8e de finale de la Ligue des champions (3-1, 5-3 à l'aller).
Retenu pour la première fois dans le groupe en équipe de France par Didier Deschamps, il connaît le 28 mars 2017 sa première sélection en entrant en cours de jeu à la place d'Adrien Rabiot lors d'un match amical face à l'Espagne.

#### Chelsea (2017-2023)

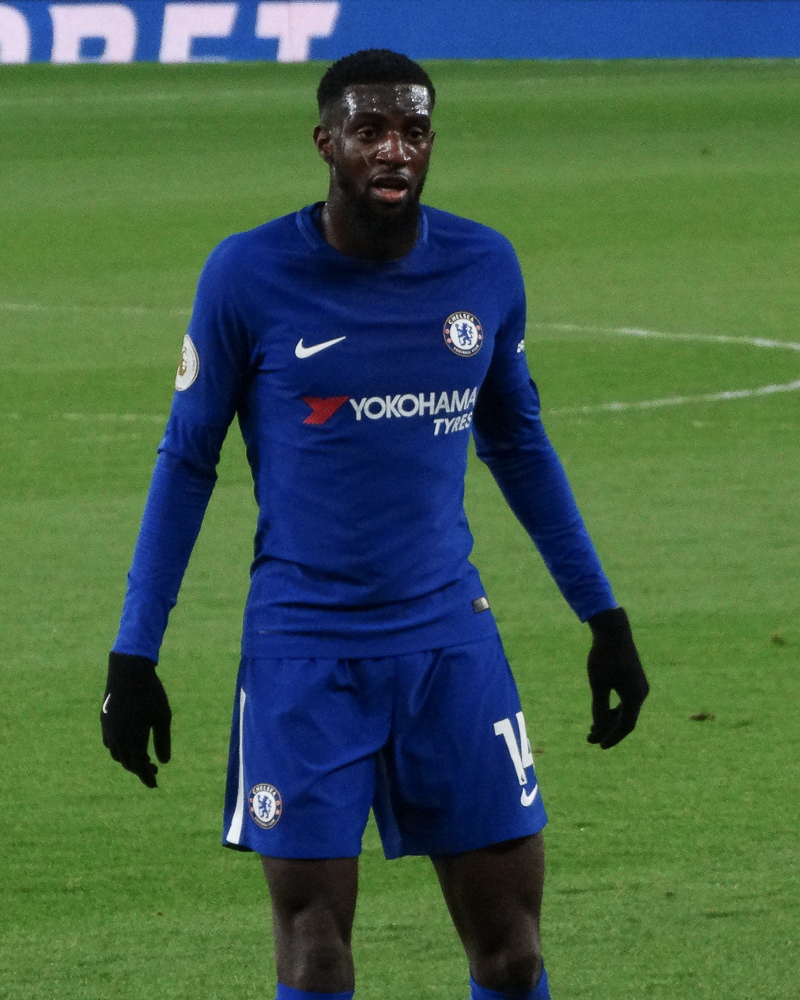
Tiémoué Bakayoko avec le maillot du Chelsea FC lors d'un match de Premier League (2018).

Le 15 juillet 2017, il s'engage avec le Chelsea FC pour cinq ans, pour un montant de 45 millions d'euros. Pour sa première année en Angleterre, il dispute vingt-neuf matchs de Premier League (trois buts, deux passes décisives) et cinq de Ligue des champions (un but, une passe décisive) ainsi que 4 matchs de Coupe de la Ligue anglaise.

##### Prêt à AC Milan (2018-2019)
Pour la saison 2018-2019, il est prêté au club italien de l'AC Milan.

##### Prêt à l’AS Monaco (2019-2020)
Le 31 août 2019, il fait son retour à l'AS Monaco dans le cadre d'un prêt avec option d'achat de 42 millions d'euros. Il ne sera néanmoins pas conservé à l'issue de cette saison.

##### Nouveau prêt en Italie, à Naples (2020-2021)
Le 5 octobre 2020, il est cette fois prêté par le Chelsea FC au SSC Naples. Il y retrouve l’entraîneur Gennaro Gattuso qu'il a côtoyé à l'AC Milan.

##### De retour en prêt à l'AC Milan (2021-2023)
Le 30 août 2021, après plusieurs semaines de négociations, son arrivée à l'AC Milan est officialisée où il est prêté pour deux saisons par le Chelsea FC. Il pourra ensuite être acheté par l'AC Milan pour un montant de 20 millions d'euros. Son retour en Lombardie s'avère fastidieux. Sous les ordres de Stefano Pioli, il ne parvient pas à trouver sa place dans le système tactique mis en place. Gêné par une blessure musculaire à son arrivée, il connaît sa première titularisation le 28 novembre face à Sassuolo (14e journée, défaite 1-2). Fébrile lors de ses apparitions, il est remplacé à la mi-temps lors de ses trois premières titularisations. En janvier, il profite de la participation à la Coupe d'Afrique des Nations de Franck Kessié et Ismaël Bennacer pour obtenir du temps de jeu. Il connaît sa dernière titularisation de la saison dès le 17 janvier 2022 face à la Spezia Calcio (22e journée, défaite 1-2) avant de prendre place sur le banc jusqu'au terme de la saison, ne connaissant qu'une entrée en jeu de 10 minutes lors de la 37e journée.
Lors de la saison 2022-2023, il ne participe qu'à trois rencontres sous les couleurs de Milan, pour un total de 39 minutes de jeu. Malgré un contrat se terminant lors de l'été 2024, Chelsea annonce son départ le 16 juin 2023.

#### FC Lorient (depuis 2023)
Le 31 août 2023, Tiémoué Bakayoko s'engage en faveur du FC Lorient en paraphant un contrat de deux ans,. Gêné par une blessure à la cuisse, il ne débute sous ses nouvelles couleurs que le 8 octobre sur la pelouse de l'Olympique lyonnais (8e journée, 3-3). Il enchaîne par trois titularisations mais doit quitter prématurément ses coéquipiers le 4 novembre face au RC Lens, de nouveau gêné à la cuisse (11e journée, 0-0). Non-retenu pour le déplacement à Clermont la semaine suivante, il retrouve sa place lors de la 13e journée avant de sortir en cours de match lors de la 14e journée face à Toulouse (1-1), souffrant une nouvelle fois de la cuisse.

## Statistiques

### Statistiques détaillées
| Saison                | Club                  | Championnat           | Championnat | Championnat | Championnat | Coupe nationale | Coupe nationale | Coupe nationale | Coupe de la Ligue | Coupe de la Ligue | Coupe de la Ligue | Supercoupe | Supercoupe | Supercoupe | Compétition(s) continentale(s) | Compétition(s) continentale(s) | Compétition(s) continentale(s) | Compétition(s) continentale(s) | Total | Total | Total |
| Saison                | Club                  | Division              | M.          | B.          | P.d.        | M.              | B.              | P.d.            | M.                | B.                | P.d.              | M.         | B.         | P.d.       | Comp.                          | M.                             | B.                             | P.d.                           | M.    | B.    | P.d.  |
| 2013-2014             | Stade rennais FC      | Ligue 1               | 24          | 1           | 0           | 3               | 0               | 0               | 1                 | 0                 | 0                 | -          | -          | -          | -                              | -                              | -                              | -                              | 28    | 1     | 0     |
| 2014-2015             | AS Monaco             | Ligue 1               | 12          | 0           | 0           | 1               | 0               | 0               | 2                 | 0                 | 0                 | -          | -          | -          | C1                             | 3                              | 0                              | 0                              | 18    | 0     | 0     |
| 2015-2016             | AS Monaco             | Ligue 1               | 19          | 1           | 0           | 2               | 1               | 0               | 1                 | 0                 | 0                 | -          | -          | -          | C1+C3                          | 0+1                            | 0+0                            | 0+0                            | 23    | 2     | 0     |
| 2016-2017             | AS Monaco             | Ligue 1               | 32          | 2           | 1           | 1               | 0               | 0               | 4                 | 0                 | 0                 | -          | -          | -          | C1                             | 14                             | 1                              | 0                              | 51    | 3     | 1     |
| Sous-total            | Sous-total            | Sous-total            | 63          | 3           | 1           | 4               | 1               | 0               | 7                 | 0                 | 0                 | -          | -          | -          | -                              | 18                             | 1                              | 0                              | 92    | 5     | 1     |
| 2017-2018             | Chelsea FC            | Premier League        | 29          | 2           | 2           | 5               | 0               | 0               | 4                 | 0                 | 0                 | -          | -          | -          | C1                             | 5                              | 1                              | 1                              | 43    | 3     | 3     |
| 2018-2019             | AC Milan (prêt)       | Serie A               | 31          | 1           | 1           | 4               | 0               | 0               | -                 | -                 | -                 | 1          | 0          | 0          | C3                             | 6                              | 0                              | 0                              | 42    | 1     | 1     |
| 2019-2020             | AS Monaco (prêt)      | Ligue 1               | 20          | 1           | 2           | 2               | 0               | 0               | 1                 | 0                 | 0                 | -          | -          | -          | -                              | -                              | -                              | -                              | 23    | 1     | 2     |
| 2020-2021             | SSC Naples (prêt)     | Serie A               | 32          | 2           | 1           | 4               | 0               | 0               | -                 | -                 | -                 | 1          | 0          | 0          | C3                             | 7                              | 0                              | 1                              | 44    | 2     | 2     |
| 2021-2022             | AC Milan (prêt)       | Serie A               | 14          | 0           | 0           | 1               | 0               | 0               | -                 | -                 | -                 | -          | -          | -          | C1                             | 3                              | 0                              | 0                              | 18    | 0     | 0     |
| 2022-2023             | AC Milan (prêt)       | Serie A               | 3           | 0           | 0           | -               | -               | -               | -                 | -                 | -                 | -          | -          | -          | C1                             | -                              | -                              | -                              | 3     | 0     | 0     |
| Sous-total            | Sous-total            | Sous-total            | 17          | 0           | 0           | 1               | 0               | 0               | -                 | -                 | -                 | -          | -          | -          | -                              | 3                              | 0                              | 0                              | 21    | 0     | 0     |
| 2023-2024             | FC Lorient            | Ligue 1               | 20          | 2           | 1           | 1               | 0               | 0               | -                 | -                 | -                 | -          | -          | -          | -                              | -                              | -                              | -                              | 21    | 2     | 1     |
| 2024-2025             | PAOK Salonique        | Superleague Elláda    | 4           | 0           | 0           | 1               | 0               | 0               | -                 | -                 | -                 | -          | -          | -          | C1+C3                          | 0+4                            | 0+0                            | 0+0                            | 9     | 0     | 0     |
| Total sur la carrière | Total sur la carrière | Total sur la carrière | 240         | 12          | 8           | 25              | 1               | 0               | 13                | 0                 | 0                 | 2          | 0          | 0          | -                              | 43                             | 2                              | 2                              | 323   | 15    | 10    |

### En sélection nationale
| Saison                | Sélection             | Phases finales        | Phases finales | Phases finales | Phases finales | Éliminatoires | Éliminatoires | Éliminatoires | Matchs amicaux | Matchs amicaux | Matchs amicaux | Total | Total | Total |
| Saison                | Sélection             | Compétition           | M              | B              | Pd             | M             | B             | Pd            | M              | B              | Pd             | M     | B     | Pd    |
| --------------------- | --------------------- | --------------------- | -------------- | -------------- | -------------- | ------------- | ------------- | ------------- | -------------- | -------------- | -------------- | ----- | ----- | ----- |
| 2016-2017             | France                | -                     | -              | -              | -              | -             | -             | -             | 1              | 0              | 0              | 1     | 0     | 0     |
| Total sur la carrière | Total sur la carrière | Total sur la carrière | -              | -              | -              | -             | -             | -             | 1              | 0              | 0              | 1     | 0     | 0     |

### Liste des matchs internationaux
| Matchs internationaux de Tiémoué Bakayoko | Matchs internationaux de Tiémoué Bakayoko | Matchs internationaux de Tiémoué Bakayoko | Matchs internationaux de Tiémoué Bakayoko | Matchs internationaux de Tiémoué Bakayoko | Matchs internationaux de Tiémoué Bakayoko | Matchs internationaux de Tiémoué Bakayoko                  |
|                                           | Date                                      | Lieu                                      | Adversaire                                | Résultats                                 | Compétitions                              | Notes                                                      |
| ----------------------------------------- | ----------------------------------------- | ----------------------------------------- | ----------------------------------------- | ----------------------------------------- | ----------------------------------------- | ---------------------------------------------------------- |
| 1.                                        | 28 mars 2017                              | Stade de France, Saint-Denis, France      | Espagne                                   | 0 - 2                                     | Match amical                              | Rentre en jeu à la 46e minute à la place de Adrien Rabiot. |

## Palmarès
|  |  | AS Monaco (1) - Championnat de France (1) - Champion : 2017. - Coupe de la Ligue - Finaliste : 2017. |  | Chelsea FC (1) - Coupe d'Angleterre (1) - Vainqueur : 2018. |  | AC Milan (1) - Championnat d'Italie (1) - Champion : 2022. - Supercoupe d'Italie - Finaliste : 2018. |

### Distinctions individuelles
- Membre de l'équipe-type de la Ligue des champions de l'UEFA en 2017.